# Misja Tenshō

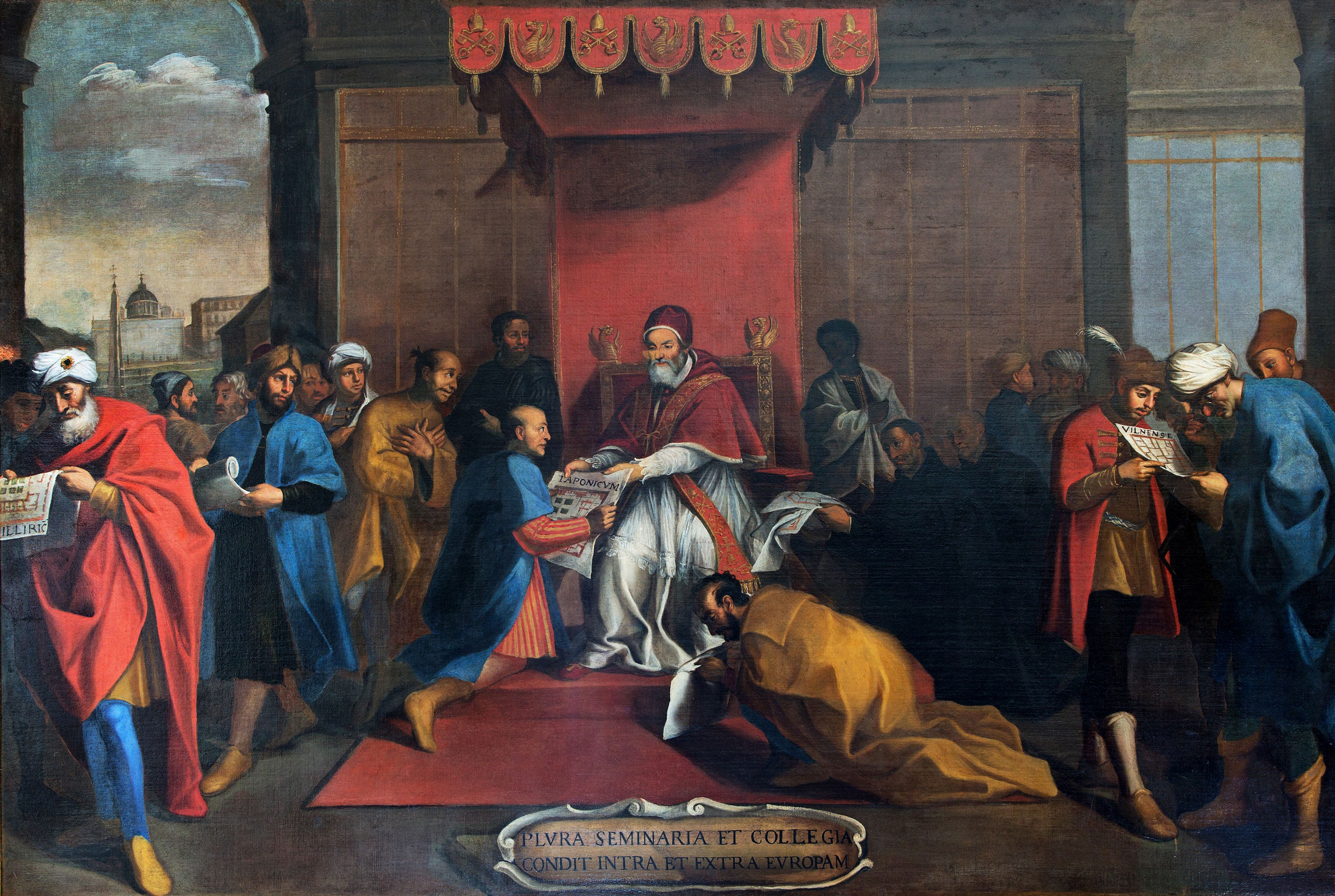
Japońscy wysłannicy u papieża Grzegorza XIII – obraz z 1655

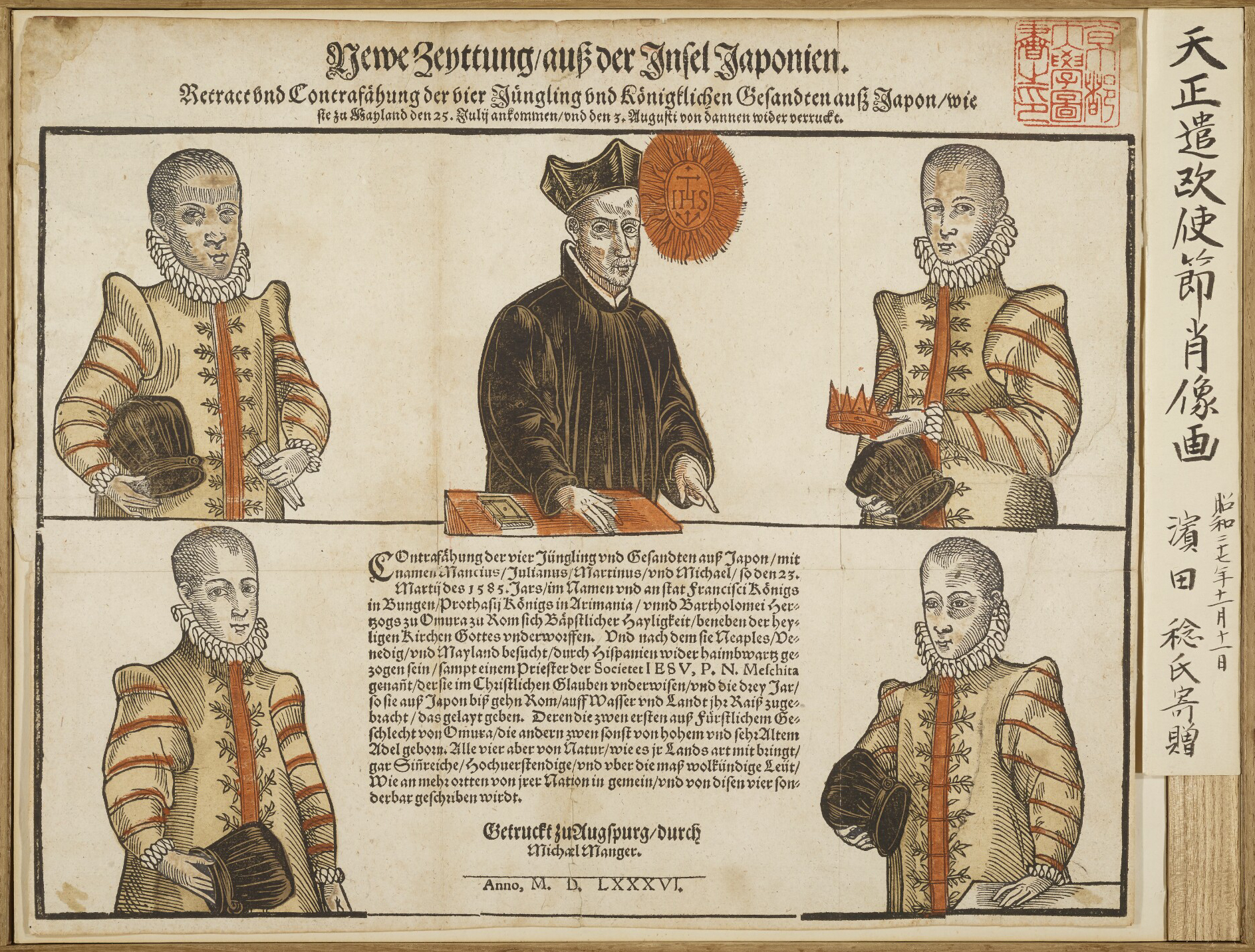
Niemiecki drzeworyt przedstawiający czterech wysłanników japońskich i ojca Diogo Mezquitę (1586)

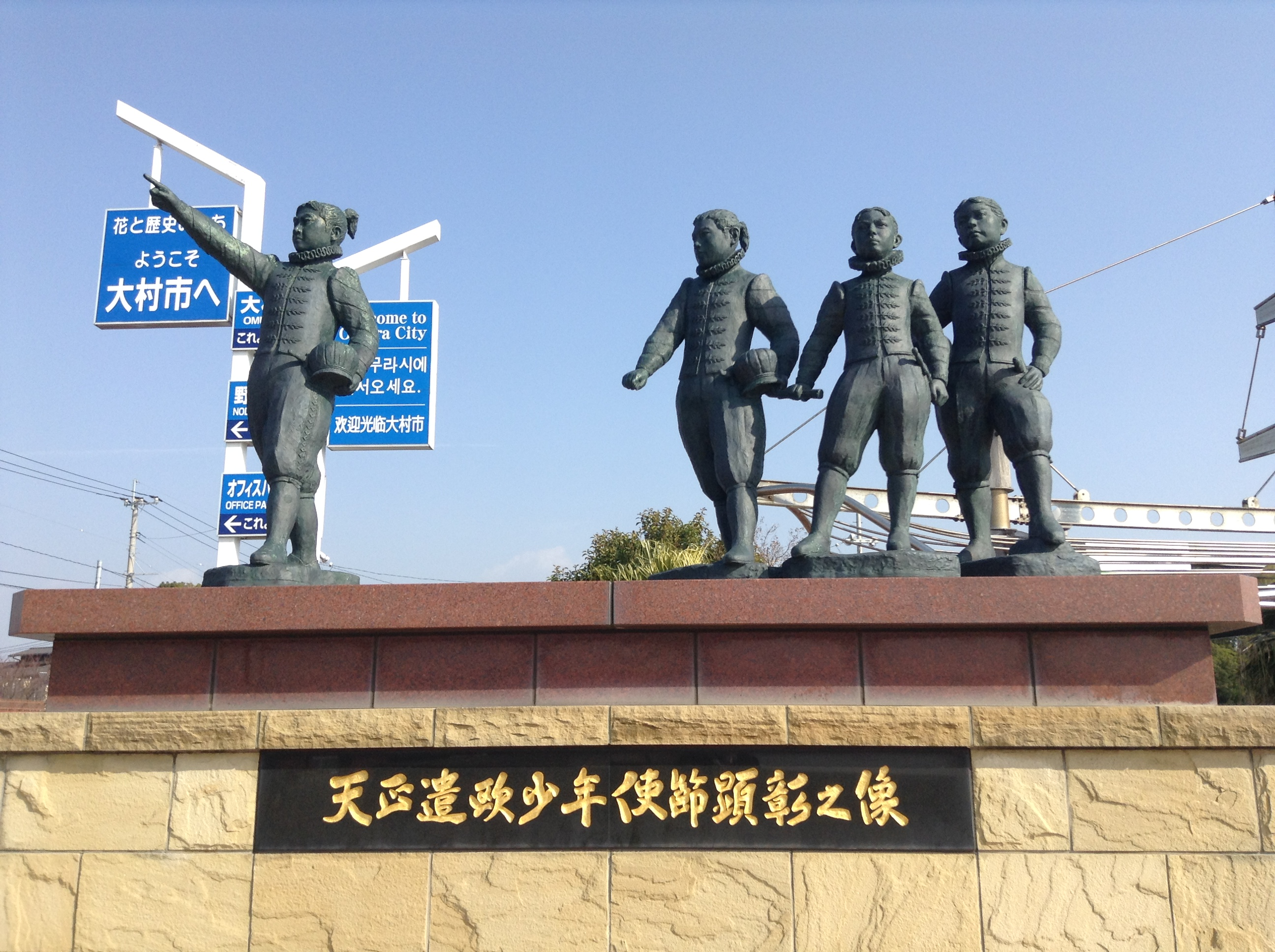
Pomnik czterech młodych posłów w Ōmura, pref. Nagasaki

Misja Tenshō (jap. 天正遣欧少年使節 Tenshō Ken’ō Shōnen Shisetsu; „Misja młodzieży ery Tenshō do Europy”) – pierwsze poselstwo z Japonii do Europy w latach 1582–1590. Była to jedna z dwóch prób kontaktu Japonii z krajami europejskimi aż do 1862 roku.

## Historia
Nazwa pochodzi od ery Tenshō (1573–1592), w czasie której misja się odbyła. Inicjatorami misji byli jezuici, którzy chcieli w ten sposób zwrócić uwagę Europy na Japonię i uzyskać poparcie dla chrystianizacji tego kraju. Misję finansowali katoliccy daimyō z Kiusiu: Sumitada Ōmura, Harunobu Arima i Sōrin Ōtomo. W skład misji weszło czterech nastoletnich (mieli 13-14 lat) studentów seminarium duchownego w Arimie: Mancio Itō (jako rzecznik delegacji), Miguel Chijiwa, Julião Nakaura i Martinho Hara. Wszyscy studenci byli wykształceni na sposób europejski, dobrze znali język portugalski oraz nieźle hiszpański i łacinę. Jezuita Alessandro Valignano (1539–1606) towarzyszył im tylko do Goa, pozostali jezuici i słudzy – do końca podróży. 
Misja wyruszyła portugalskim statkiem handlowym z Nagasaki 20 lutego 1582 i po zawinięciu m.in. do portugalskich portów: Makau, Koczin i Goa w sierpniu 1584 dotarła do Lizbony. Po Portugalii następnym celem delegatów była Hiszpania, gdzie odwiedzili m.in. Madryt i Escorial. Rozmawiał z nimi Filip II Habsburg, który nadał Mancio Itō szlachectwo. Przyjął ich także książę Toskanii Franciszek I Medyceusz. Potem delegaci udali się do Rzymu, gdzie 23 marca 1585 po raz pierwszy przyjął ich serdecznie papież Grzegorz XIII, a w maju jego następca Sykstus V, który nadał im obywatelstwo Rzymu. Te uroczyste audiencje papieskie były wielkimi propagandowymi manifestacjami rzekomego triumfu wiary katolickiej, która dotarła do najdalszych zakątków świata. Papież przyznał jezuitom wyłączne prawo do misji w Japonii. Delegaci odwiedzili następnie m.in.: Wenecję, Mediolan i Barcelonę. Potem wrócili do Lizbony, skąd 12 kwietnia 1586 wyruszyli statkiem w drogę powrotną. Dotarli do Japonii 25 lipca 1590 roku. 
Jednakże w czasie ich pobytu za granicą Japonia zmieniła się i obowiązywały już anty-chrześcijańskie prawa. Czwórka japońskich delegatów wstąpiła do zakonu jezuitów w Amakusa. Miguel Chijiwa 12 lat później wystąpił z zakonu, pozostali trzej studiowali teologię w Makau i otrzymali święcenia kapłańskie w Nagasaki w 1608. Mancio Itō zmarł w 1612. Martinho Hara został wygnany z Japonii w 1614. Julião Nakaura zginął śmiercią męczeńską w 1632 i został w 2008 beatyfikowany jako jeden ze 188 męczenników japońskich. Na ponad 200 lat Japonia odcięła się niemal całkowicie od świata zewnętrznego (sakoku) aż do połowy XIX wieku.